# Lilibet, das Zirkuskind
Lilibet, das Zirkuskind (Originaltitel: Lilibet, cirkusbarn) ist der Titel eines Buches der schwedischen Schriftstellerin Astrid Lindgren, mit den Fotos von Anna Riwkin-Brick. 1960 erschien das Buch bei Rabén & Sjögren. Noch im selben Jahr brachte der Oetinger Verlag das Buch auch in Deutschland heraus.

## Inhalt
Lilibet wohnt mit ihrem Vater und ihrer Mutter in einem Wohnwagen. Dieser gehört zu dem Zirkus, bei dem auch ihre Eltern arbeiten. Lilibet liebt die Tiere. Täglich füttert sie die beiden Elefanten Babette und Lona mit Äpfeln. 
Jeden Tag spielt Lilibet mit ihrem Freund Leo. Die beiden haben etwas Mitleid mit den Tigern und den Affen. Sie sollten nicht in Käfigen sitzen, sondern gehören in den Dschungel, finden die beiden. Leo würde die Tiere am liebsten freilassen, aber leider hat er im Zirkus nichts zu sagen.
Lilibet möchte Zirkusreiterin werden. Doch Leo erklärt ihr immer wieder, dass sie das nicht könne. Obwohl Lilibet jeden Tag das Reiten übt, verunsichern sie Leos Aussagen. 
Der Clown Teddy Ballon glaubt fest an Lilibet. Er gibt Lilibet ein Zauberseil und erklärt, dass Lilibet Zirkusreiterin werden könne, wenn sie das Zauberseil um den Schweif eines Pferdes lege und Hokus Pokus Fidibus sage. Lilibet tut das. Allerdings kann das Leo nicht überzeugen. Lilibet ist traurig und wird von ihrem Vater getröstet. Dieser meint, dass sie ganz sicher Zirkusreiterin werden wird. Das überzeugt auch Lilibet und am Ende steht sie freihändig auf dem Pferderücken.

## Hintergrund
Lilibet, das Zirkuskind ist das fünfte von insgesamt 15 Büchern aus der Reihe Kinder unserer Erde. Die Geschichte basiert auf wahren Begebenheiten. Allerdings wurden einige Dinge geändert. Das Buch wurde in verschiedene Sprachen übersetzt, darunter Englisch, Deutsch, Hebräisch und Niederländisch. Lilibet ist die einzige Geschichte, die als Ich-Erzählung erzählt wird. Astrid Lindgren baute zunächst den Kontakt zu dem Zirkus auf. Dann besuchte sie diesen und lud die Zirkuskinder in ihr Haus ein, wo sie eine Party veranstaltete. Anna Riwkin war auch auf der Party. Später begleitete Anna Riwkin den Zirkus auf dessen Tour und machte die Fotos.

## Dokumentarfilm aus Israel
In Israel war die Serie Kinder unserer Erde, zu der auch Lilibet, das Zirkuskind gehört, ein großer Erfolg. Letzterer basierte auch auf den Übersetzungen der Dichterin Leah Goldberg. Im Jahr 2017 drehte die israelische Regisseurin Dvorit Shargal einen 50-minütigen Dokumentarfilm mit dem Titel Where is Lilibet the Circus child and what happened in Honolulu?. Im Film versuchte die Regisseurin Shargal herauszufinden, was nach dem Ende des Buchs mit Lilibet passierte. Diese lebt inzwischen in Bussum und ist dort Deutschdozentin am Erfgooiers College. In Wirklichkeit heißt Lilibet Ingrid.

## Rezeption
Ariana Melamed von Ynet meint, dass Lilibet, das Zirkuskind ihr vermittelt habe, wie schwierig und faszinierend das Leben eines Zirkusmädchens sei.
Ruth Herrmann von der Zeit schreibt, dass Lilibet von einem kleinen Mädchen namens Lilibet handele, das auf vielen Fotos zu sehen sei. Astrid Lindgrens Text schildere in der Ich-Form, was Lilibet denke, erlebe und sich wünsche. Trotz Fotografie sei das Buch „kindgerecht, voller Charme, mit einer natürlich agierenden kleinen Hauptdarstellerin nicht banal, trotz wirklicher Welt niemals nüchtern.“

## Ausgaben
- Lilibet, cirkusbarn, Rabén & Sjögren, 1960, schwedische Ausgabe
- Lilibet, Circus Child, The Macmillan Company, 1966, US-amerikanische Ausgabe
- Lilibet, das Zirkuskind, Oetinger Verlag, 1960, deutsche Ausgabe, ins Deutsche übersetzt von Margot Franke